# Колесник, Евгений Валерьевич
Евге́ний Вале́рьевич Коле́сник (укр. Євген Валерійович Колесник; род. 13 января 1990, Киев) — украинский футболист, полузащитник.

## Биография
Воспитанник киевского «Динамо», за которое играл в ДЮФЛ с 2003 по 2006 годы. Первые тренеры — А. В. Леонидов и О. Островский.
Летом 2007 года стал игроком команды первой лиги «Александрия», за которую и дебютировал в профессиональном футболе 21 октября 2007 года в матче чемпионата против «Николаева», выйдя на последние 6 минут игры. Данная игра стала единственной для Колесника в сезоне 2007/08, следующие полгода он провёл в аренде во второлиговой кировоградской «Звезде», за которую провел 16 матчей в чемпионате и один в Кубке. С начала 2009 года стал выступать за фарм-клуб «Александрии» — «Аметист» в чемпионате Кировоградской области. Летом 2009 года вернулся в основную команду «Александрии» и в следующем сезоне сыграл в 19 матчах первой лиги, в которых забил два гола.
В сезоне 2010/11 Колесник потерял место в основном составе клуба и за последующие полгода сыграл только в двух матчах чемпионата, из-за чего в начале 2011 года был отдан в аренду в «Севастополь», выступавший в Премьер-лиге. В высшем дивизионе Колесник не дебютировал, выступая исключительно в молодёжном первенстве, где провёл 10 матчей и забил 1 гол. Летом 2011 года вернулся в «Александрию», которая на тот момент вышла в Премьер-лигу, однако и здесь Евгений не дебютировал в элитном дивизионе и продолжил выступать исключительно в чемпионате дублёров, проведя до конца года 16 матчей, в которых забил 1 гол. В феврале 2012 года перешёл во второлиговый черкасский «Славутич», но сыграл до конца сезона лишь один матч, после чего 15 августа на правах свободного агента подписал контракт с перволиговой «Буковиной», за которую провел вёсь следующий сезон, сыграв в 7 играх.
В июле 2013 года на правах свободного агента присоединился к киевскому «Арсеналу». 20 июля дебютировал в Премьер-лиге в матче против «Металлиста», выйдя на 88 минуте вместо Франтишека Кубика. В дальнейшем постепенно продолжил привлекаться к матчам основной команды.
В апреле 2014 года подписал контракт с «Украгрокомом», в котором доиграл до конца сезона. Следующий сезон 2014/15 начал в составе «Черкасского Днепра», но уже в ноябре 2014 года покинул и эту команду.